# Randy Savage
Randy Savage, geboren als Randall Mario Poffo (Columbus (Ohio), 15 november 1952 - Tampa (Florida), 20 mei 2011), was een Amerikaans acteur en professioneel worstelaar. Hij was als worstelaar actief in het World Championship Wrestling (WCW) en de World Wrestling Federation (WWF). In de loop van zijn worstelcarrière won Savage twintig kampioenschappen.

## Biografie

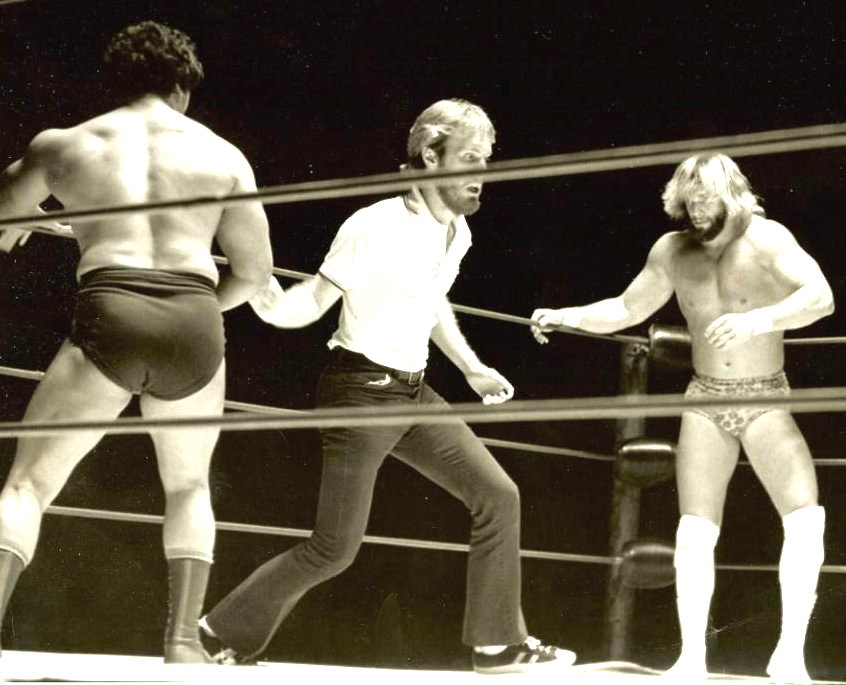
Savage (rechts) en Roberto Soto (links).

Randy Poffo was een zoon van een joodse moeder, Judy, en Angelo Poffo, een Italiaans-Amerikaans worstelaar in de jaren zestig en zeventig. Zijn jongere broer, Lanny Poffo, was eveneens worstelaar die bekend was als:"the Genius".
Poffo ging naar de Downers Grove North High School nabij Chicago. In 1971 slaagde hij aan de Southern Illinois University, waarna hij honkbal speelde in de Minor league baseball. Hij kwam als catcher en buitenvelder uit voor de St. Louis Cardinals, Cincinnati Reds en Chicago White Sox. Een armblessure verhinderde een overstap naar de Major League Baseball.
Hij werd door zijn vader getraind en maakte in 1973 zijn debuut onder de naam "The Spider". Later nam hij op aanraden van Ole Anderson Randy "Macho Man" Savage als ringnaam. Zijn eerste wedstrijd worstelde hij tegen Paul Christy. Vanaf 1978 kwam Poffo voor een korte periode uit in het door zijn vader opgerichte International Championship Wrestling (ICW), gevolgd door wedstrijden van de Continental Wrestling Association.
In juni 1985 tekende Poffo bij de World Wrestling Federation. Onder anderen Bobby Heenan, Jimmy Hart en Frederick Blassie benaderden hem voor de functie van manager; hij koos uiteindelijk Miss Elizabeth. In 1988 won Poffo voor het eerst het WWF Championship van "Million dollar Man" Ted DiBiase. Dit was tijdens een 16man eliminatie toernooi tijdens WrestleMania IV, Savage won 4 matches op 1 avond.
Een jaar later tijdens WrestleMania V verloor hij deze titel aan Hulk Hogan, die hem het jaar ervoor had geholpen de titel te winnen. Tijdens WrestleMania VIII heroverde Savage de titel van Ric Flair, dit zou zijn laatste kampioenschap zijn in dienst van WWF.
Hij kwam op 20 mei 2011 om het leven na een auto-ongeluk ten gevolge van een hartinfarct.

## Worstelen

### Worstelbewegingen
Zie de lijst van termen in het professioneel worstelen voor een verklaring van de volgende begrippen.
- Finishers
  - Diving elbow drop
- Signature moves
  - Alternating jabs to the chest and head
  - Belly to back suplex
  - Diving crossbody
  - Diving double axe handle, sometimes to an opponent outside the ring

- - Hair-pull hangman
  - Jumping knee drop
  - Lariat takedown
  - Piledriver
  - Running powerslam
  - Scoop slam
  - Various elbow strikes
  - Vertical suplex

### Managers
- Managers
  - Miss Elizabeth
  - Sensational Sherri / Queen Sherri
  - Gorgeous George

### Prestaties
- Atlantic Grand Prix Wrestling
  - AGPW International Heavyweight Championship (1 keer)
- Continental Wrestling Association
  - AWA Southern Heavyweight Championship (2 keer)
  - CWA International Heavyweight Championship (1 keer)
  - NWA Mid-America Heavyweight Championship (3 keer)
- Gulf Coast Championship Wrestling
  - NWA Gulf Coast Tag Team Championship (1 keer met Lanny Poffo)
- International Championship Wrestling
  - ICW World Heavyweight Championship (3 keer)
- Pro Wrestling Illustrated
  - PWI Comeback of the Year (1995)
  - PWI Stanley Weston Award (2011)

- United States Wrestling Association
  - USWA Unified World Heavyweight Championship (1 keer)
- World Championship Wrestling
  - WCW World Heavyweight Championship (4 keer)
  - WCW World War 3 (1995)
- World Wrestling Council
  - WWC North American Heavyweight Championship (1 keer)
- World Wrestling Federation
  - WWF Championship (2 keer)
  - WWF Intercontinental Championship (1 keer)
  - King of the Ring (1987)

## Werk naast worstelcarrière

### Muziek
Op 7 oktober 2003 bracht Savage een hiphopalbum uit met als titel Be a Man.